# 伊勢市立中島小学校
伊勢市立中島小学校（いせしりつ なかじましょうがっこう）は、三重県伊勢市二俣一丁目にある公立小学校。

## 概要
- 校名の「中島」は、創立時に校舎があった場所の地名に由来する。
- 校地面積：10,807m2
- 構成
  - 校舎：鉄筋コンクリート造4階建、延べ面積 5,260m2
    - 1階：面積 1,628m2、2階：面積 1,419m2、3階：面積 1,419m2、4階：面積 655m2、屋上：面積 140m2

  - 運動場：面積 4,800m2
  - 体育館：鉄骨造平屋建、面積 834m2（床面積 740m2）
  - プール：面積 1,047m2（25m×10m、25m×4m）

## 沿革
- 1875年5月 - 中島学校が創設する。
- 1881年8月 - 宮川学校の一部、浦口学校の一部と合併する。
- 1887年4月 - 尋常科を設置、講習科を付設して中島尋常小学校と改称する。
- 1908年4月 - 修業年限6ヵ年に延長する。
- 1911年4月 - 宇治山田市第五尋常小学校と改称する。
- 1921年4月 - 高等科を設置して、宇治山田市第五尋常高等小学校と改称する。
- 1927年3月 - 2階建教室（6教室）を増設する。
- 1928年4月 - 宇治山田市中島尋常高等小学校と改称する。
- 1933年4月 - 各2階建て校舎1棟を増築する。校地を拡張する。
- 1941年4月1日 - 国民学校令の施行に伴い、宇治山田市中島国民学校と改称する。
- 1947年4月1日 - 学校教育法の施行に伴い、宇治山田市立中島小学校と改称する。
- 1949年4月 - 火災により第一校舎を焼失する。
- 1949年11月 - 第一校舎を再建する。
- 1950年4月 - 第一校舎を増築する。
- 1954年4月 - 国道23号（現在の三重県道37号鳥羽松阪線）が校地を貫通するため、現在地への移転工事が着工する。
- 1954年10月 - 第一期工事が竣工する。（5、6学年が移転する）
- 1955年1月1日 - 市名改称により、伊勢市立中島小学校に改称する。
- 1955年6月 - 第二期工事が竣工する。（4、5学年が移転する）
- 1956年4月 - 5教室が竣工する。（全学年の移転完了）済美分校を設置する。
- 1958年1月 - 学級増加により2教室を増築する。
- 1965年5月 - 創立90周年を記念して校歌を制定する。
- 1965年8月 - 学級増加により2教室を増築する。
- 1975年4月 - 創立100周年を記念して校旗を制定する。
- 1979年4月 - 済美学院分校が三重県立稲葉養護学校分教室となる。
- 1984年2月 - 屋内運動場が竣工する。
- 1987年2月 - 新校舎（防音4階建）の第一期工事が完成する。
- 1988年2月 - 新校舎の第二期工事が完成する。
- 1989年3月 - プールが完成する。
- 2005年4月 - 3学期制から2学期制に移行する。

## 周辺
- 度会橋
- 伊勢辻久留郵便局
- 上社・志等美神社・大河内神社・打懸神社

## 交通アクセス
- 伊勢自動車道 伊勢西インターチェンジから約3.2km
- JR東海 参宮線 山田上口駅より約500m、徒歩約6分
- 近鉄山田線 宮町駅より約1.1km、徒歩約13分
- 三重交通バス 伊勢市駅・宇治山田駅より「宮川中学校」または「大倉うぐいす台」乗車、「浦口」バス停下車から約150m、徒歩3分